# 罗宾·米德尔顿
罗宾·米德尔顿（英語：Robin Middleton，1985年2月8日—），前英格蘭男子羽毛球運動員，2011年退役，但其後在2013年復出，目前正在代表澳大利亚參加比賽。擅長雙打項目。

## 簡歷

### 2016年 里约奥运未出线
2016年8月， 罗宾·米德尔顿代表澳大利亚出戰巴西里約熱內盧舉行的奥林匹克运动会羽毛球比賽混合双打項目，與周玉蓮以16號種子身分出戰。在小組賽階段中，连续三场落败于印尼的通托维·艾哈迈德/利利亚纳·纳西尔、马来西亚的陳炳順/吳柳螢和泰国的博丁·伊沙拉/沙威丽·阿米达拜，最终未能以小组资格出线。

## 主要比賽成績
只列出曾進入準決賽的國際賽事成績：
| 年份        | 賽事                         | 公開賽級別  | 項目        | 拍檔              | 成績        |
| 代表 英格兰 | 代表 英格兰                  | 代表 英格兰 | 代表 英格兰 | 代表 英格兰       | 代表 英格兰 |
| ----------- | ---------------------------- | ----------- | ----------- | ----------------- | ----------- |
| 2005年      | 捷克羽毛球國際賽             |             | 男子雙打    | Ian Palethorpe    | 準決賽      |
| 2009年      | 瑞典斯德哥爾摩羽毛球國際賽   | 國際挑戰賽  | 混合雙打    | 玛里亚纳·阿格基罗 | 準決賽      |
| 2009年      | 芬蘭羽毛球公開賽             | 國際挑戰賽  | 混合雙打    | 伊莫金·班克尔     | 亞軍        |
| 2009年      | 西班牙羽毛球公開賽           | 國際挑戰賽  | 混合雙打    | 玛里亚纳·阿格基罗 | 冠軍        |
| 2009年      | 碧特博格羽毛球大獎賽         | 大獎賽      | 混合雙打    | 玛里亚纳·阿格基罗 | 準決賽      |
| 2009年      | 挪威羽毛球國際賽             | 國際挑戰賽  | 混合雙打    | 玛里亚纳·阿格基罗 | 亞軍        |
| 2009年      | 蘇格蘭羽毛球國際賽           | 國際挑戰賽  | 男子雙打    | 克里斯·兰格瑞奇   | 亞軍        |
| 2010年      | 德國羽毛球大獎賽             | 大獎賽      | 混合雙打    | 玛里亚纳·阿格基罗 | 準決賽      |
| 2010年      | 捷克羽毛球國際賽             | 國際挑戰賽  | 男子雙打    | 克里斯·兰格瑞奇   | 冠軍        |
| 2011年      | 瑞典斯德哥爾摩羽毛球國際賽   | 國際挑戰賽  | 混合雙打    | 希瑟·奥利弗       | 冠軍        |
| 2011年      | 葡萄牙羽毛球國際賽           | 國際系列賽  | 混合雙打    | 亚历山德拉·兰利   | 冠軍        |
| 代表        |                              |             |             |                   |             |
| 2013年      | 威爾斯羽毛球國際賽           | 國際挑戰賽  | 男子雙打    | 罗斯·史密斯       | 亞軍        |
| 2014年      | 越南羽毛球國際挑戰賽         | 國際挑戰賽  | 男子雙打    | 罗斯·史密斯       | 亞軍        |
| 2015年      | 大洋洲羽毛球錦標賽           | 其他        | 混合雙打    | 周玉蓮            | 冠軍        |
| 2015年      | 斯里蘭卡羽毛球國際挑戰賽     | 國際挑戰賽  | 混合雙打    | 周玉蓮            | 亞軍        |
| 2015年      | 瑪利拜朗羽毛球國際賽         | 國際系列賽  | 混合雙打    | 周玉蓮            | 冠軍        |
| 2015年      | 雪梨羽毛球國際賽             | 國際挑戰賽  | 混合雙打    | 周玉蓮            | 冠軍        |
| 2016年      | 大洋洲羽毛球混合團體錦標賽   | 其他        | 混合團體    | －                | 冠軍        |
| 2016年      | 大洋洲羽毛球男女子團體錦標賽 | 其他        | 男子團體    | －                | 亞軍        |
| 2016年      | 巴西羽毛球國際賽             | 國際系列賽  | 混合雙打    | 周玉蓮            | 準決賽      |
| 2016年      | 大洋洲羽毛球錦標賽           | 其他        | 混合雙打    | 周玉蓮            | 冠軍        |
| 2016年      | 加拿大羽毛球大獎賽           | 大獎賽      | 混合雙打    | 周玉蓮            | 準決賽      |
| 2016年      | 美國羽毛球黃金大獎賽         | 黃金大獎賽  | 混合雙打    | 周玉蓮            | 準決賽      |
| 2017年      | 懷卡托羽毛球國際賽           | 國際系列賽  | 男子雙打    | 罗斯·史密斯       | 準決賽      |
| 2018年      | 大洋洲羽毛球男女子團體錦標賽 | 其他        | 男子團體    | －                | 冠軍        |
| 2018年      | 大洋洲羽毛球錦標賽           | 其他        | 男子雙打    | 罗斯·史密斯       | 亞軍        |

| 2007-2017年 | 首要超級賽 | 超級賽 | 黃金大獎賽 | 大獎賽 | 國際挑戰賽 | 國際系列賽 | 未來系列賽 | 其他 |

| 2018-2026年 | 總決賽 | 超級1000賽 | 超級750賽 | 超級500賽 | 超級300賽 | 超級100賽 | 國際挑戰賽 | 國際系列賽 | 未來系列賽 | 其他 |

### 奧運會和世錦賽參賽紀錄
|          | 搭檔            | 2007 | 2008 | 2009 | 2010 | 2011 | 2012 | 2013 | 2014 | 2015 | 2016       |
| -------- | --------------- | ---- | ---- | ---- | ---- | ---- | ---- | ---- | ---- | ---- | ---------- |
| 男子雙打 | Robert Adcock   | 48強 | －   | －   | －   | －   | －   | －   | －   | －   | －         |
| 男子雙打 | 克里斯·兰格瑞奇 | －   | －   | －   | 32強 | －   | －   | －   | －   | －   | －         |
| 男子雙打 | 罗斯·史密斯     | －   | －   | －   | －   | －   | －   | －   | 32強 | －   | －         |
|          |                 |      |      |      |      |      |      |      |      |      |            |
| 混合雙打 | Liza Parker     | 32強 | －   | －   | －   | －   | －   | －   | －   | －   | －         |
| 混合雙打 | 周玉蓮          | －   | －   | －   | －   | －   | －   | －   | －   | 32強 | 小組第四名 |